# Axel W. Persson
Axel Waldemar Persson (* 1. Juni 1888 in Kvidinge, Gemeinde Åstorp; † 7. Mai 1951 in Uppsala) war ein schwedischer Klassischer Archäologe.

## Leben
Axel W. Persson studierte Geschichte und Archäologie an der Universität Uppsala. Ab 1915 lehrte er als Dozent. 1920 war er Gründungsmitglied der Vetenskapssocieteten i Lund. Bei der Neubesetzung des Lehrstuhls für Archäologie und Geschichte an der Universität Uppsala (Nachfolge Lennart Kjellberg) wurde er neben Axel Boëthius als Kandidat gehandelt. Schließlich wurde Persson 1924 auf den Lehrstuhl berufen, während Boëthius nach Rom ging.
Persson leitete Ausgrabungen in der Argolis (Asine, Dendra und Midea) und in Kleinasien (Mylasa und Labraunda). Er beschäftigte sich mit antiker Topografie, Militär- und Wirtschaftsgeschichte und trug zur Entzifferung des Linear-B-Schriftsystems bei. Als international anerkannter Archäologe wurde er 1940 als Sather Professor an die University of California, Berkeley eingeladen. 1950 wurde er mit dem Övralidspreis ausgezeichnet.